# Altan (gruppo musicale)
Gli Altan sono un gruppo di musica celtica irlandese formatosi a Gaoth Dobhair (Donegal) nel 1987 nel gaeltacht irlandese. Capeggiati dalla violinista e cantante Mairéad Ní Mhaonaigh, hanno ricevuto grandi plausi da parte della critica internazionale e un grande riscontro di pubblico. Durante gli anni novanta si sono affermati come uno dei gruppi musicali tradizionali di punta dell'Irlanda.
Nel corso della loro carriera hanno collaborato con tanti artisti celebri, tra i quali Enya, Dolly Parton e Bonnie Raitt.

## Carriera

### Le origini
Nel 1981, Mairéad sposa Frankie Kennedy, un giovane musicista di Belfast che nelle sue vacanze estive studiava e imparava a suonare musica tradizionale irlandese nella cittadina di Gaoth Dobhair. I due cominciano a comporre musica, pubblicando insieme l'album Ceol Aduaidh in collaborazione con una sconosciuta artista locale di nome Eithne Ní Bhraonáin, divenuta poi nota in tutto il mondo come Enya.

### Il successo
Nel 1987, la coppia decide di fondare un gruppo, chiamandolo Altan, in omaggio ad uno dei laghi di Gaoth Dobhair. Il nome in irlandese è facilmente riconducibile alla parola "stream", tradotto in "ruscello". Spinti dal successo del loro debutto agli inizi degli anni ottanta, Ní Mhaonaigh e Kennedy cominciano con il gruppo a riprendere ballate e giga tipiche del nord Europa. Il risultato finale di questo lavoro, è un album omonimo al nome del gruppo, per l'appunto Altan, pubblicato in lingua gaelica irlandese.
Nel 1989 il gruppo realizza il primo vero album, chiamato Horse with a Hearth, affiancandogli lo stesso anno anche The Red Crow, il primo dei tre album del gruppo a vincere il “Celtic/British Isles Album of the Year”, premio assegnato dalla National Association of Independent Record Distributors and Manufactures (NAIRD).
Nel 1992, Dáithí Sproule da Derry entra a far parte del gruppo e con lui la band pubblica Harvest Storm. Dal giugno dello stesso anno, una tragedia colpisce Frankie, il leader del gruppo infatti, si ammala di Sarcoma di Ewing, un tumore maligno alle ossa. Continua nonostante ciò a collaborare con gli Altan, alternando la cura alla musica. Nel settembre 1994, purtroppo, però, Kennedy muore, portando il gruppo ad un periodo di pausa.
Il gruppo riprende a suonare dopo qualche tempo, per rispettare la volontà di Frankie, che a conoscenza della malattia aveva chiesto agli altri membri della band di andare avanti anche senza di lui. Island Angel, già pubblicato nel 1993 diviene così nel 1994 uno degli album più venduti di quell'anno, secondo Billboard. Nel giorno di San Patrizio, la band si esibisce alla Casa Bianca, davanti al Presidente degli Stati Uniti d'America, all'epoca Bill Clinton.

### Virgin e Narada
Nel 1995, dopo aver pubblicato il loro primo "best of", intitolato The First Ten Years, gli Altan vengono scritturati dalla Virgin Records. Con l'etichetta nel 1996, pubblicano Blackwater e nel 1997, Runaway Sunday.
Dal 2000 passano alla Narada Productions. Con essa pubblicano Another Sky e nel 2002, The Blue Idol con la collaborazione di Dolly Parton. Quest'ultimo album porta alla vittoria del gruppo nei Folk Awards organizzati dalla BBC Radio 2.
Nel 2003, pubblicano ancora una raccolta, intitolata stavolta The Best of Altan: The Songs, che rappresenta la più grande raccolta dei loro successi dagli inizi fino ai giorni della pubblicazione.
Due anni dopo pubblicano Local Ground.

### Progetti solisti e 25º anniversario
Tra il 2005 e il 2008, alcuni dei membri si dedicano a progetti da solista. Ciarán Tourish, pubblica Down The Line; Dáithí Sproule, The Crow in the Sun e Mairéad, Imeall.
Nel 2010, per celebrare i 25 anni di attività della band, viene pubblicato 25th Anniversary Celebration con il supporto della RTÉ Concert Orchestra.

## Formazione attuale
- Mairéad Ní Mhaonaigh, violino fiddle, violino classico e voce;
- Ciarán Curran, bouzouki;
- Ciarán Tourish, violino fiddle e violino classico,
- Mark Tourish, chitarra
- Dermot Byrne, organetto
- Dáithí Sproule, chitarra

## Discografia
- 1983 - Ceol Aduaidh (Frankie Kennedy e Mairéad Ní Mhaonaigh)
- 1987 - Altan
- 1989 - Horse with a Heart
- 1990 - The Red Crow
- 1992 - Harvest Storm
- 1993 - Island Angel
- 1995 - The First Ten Years
- 1996 - Blackwater
- 1997 - Runaway Sunday
- 1997 - Celtic Collections
- 1997 - Celtic Colours
- 2000 - Another Sky
- 2002 - The Blue Idol
- 2005 - Local Ground
- 2010 - 25th Anniversary Celebration (with the RTE Concert Orchestra)
- 2012 - Gleann Nimhe - The Poison Glen